# 謝天德
謝天德，彰化縣二林鎮人，乙未戰爭抗日人物。
1895年4月，清廷因甲午戰爭失敗而簽訂馬關條約，割讓福建台灣省予日本。消息傳回台後，人心憤慨，於是台灣民主國成立，各地起兵響應。謝天德亦召集鄉勇，籌備守衛鄉里。5月29日，日軍近衛師團登陸澳底，乙未戰爭遂起。6月中旬台北城失陷，謝天德奉林朝棟命令，率領棟軍之棟字正營及數營鄉勇日夜兼程北上。
在林朝棟內渡後，謝天德並未解散部隊，反而在新竹與近衛師團展開激戰。因兵力裝備懸殊及軍士素質參差不齊，在姜紹祖戰死後，於7月23日退入苗整補。之後南下，並曾於頭家厝庄（今臺中市潭子區）等地逆襲追擊的日軍，且參加著名的八卦山之役。